# Synagoge (Třešť)
Koordinaten: 49° 17′ 33,8″ N, 15° 28′ 55,8″ O

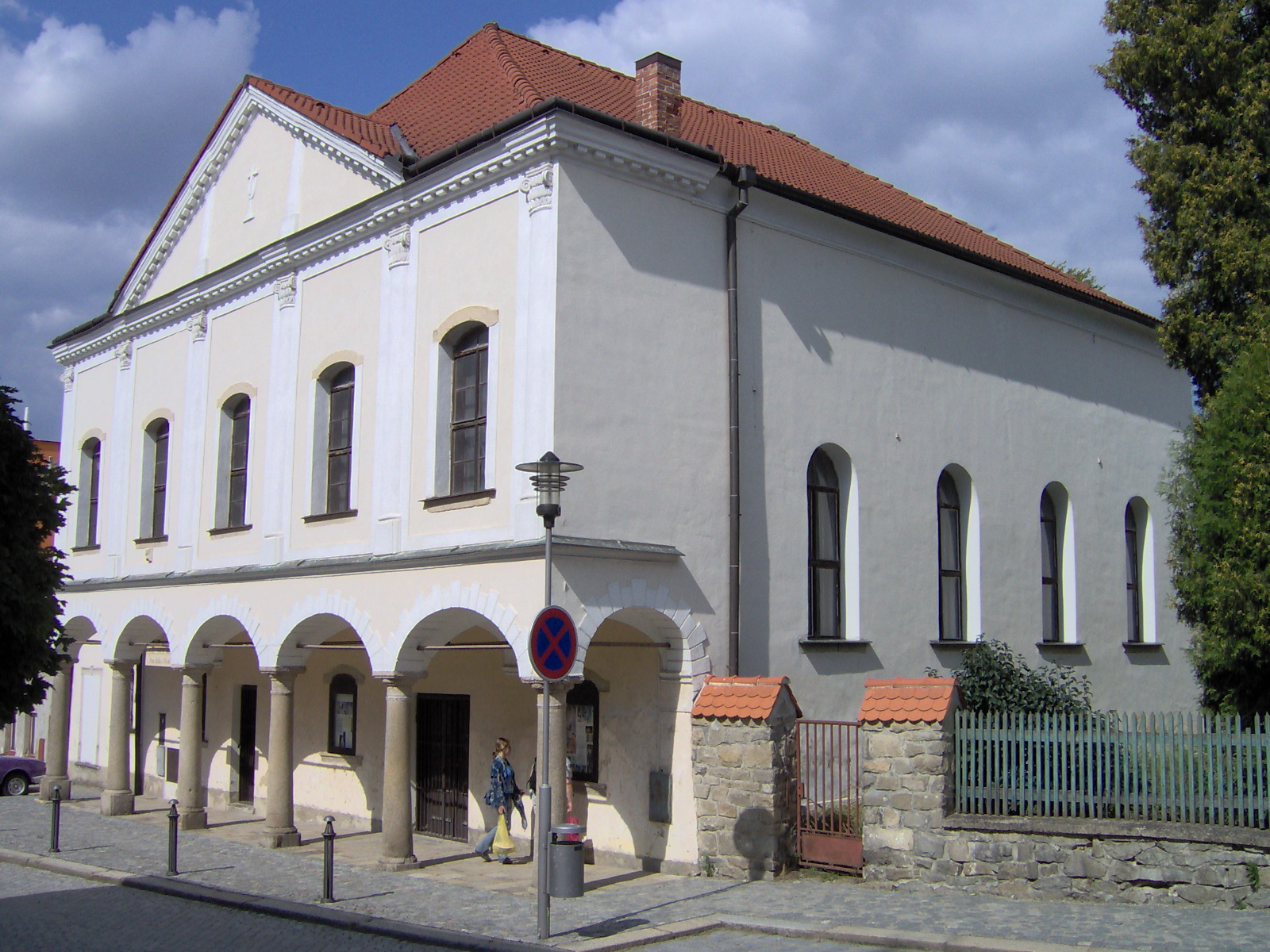
Synagoge in Třešť

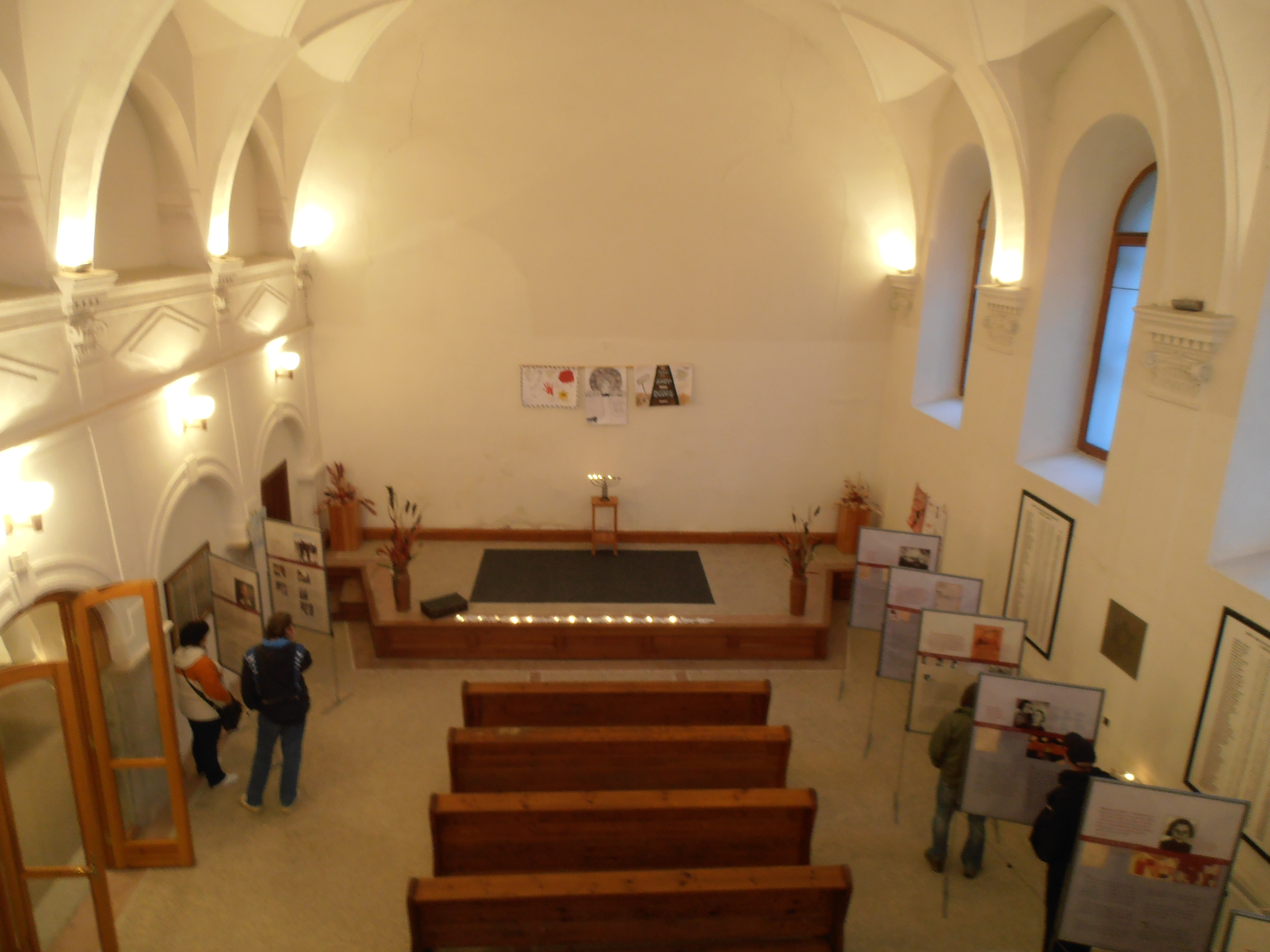
Innenansicht

Die Synagoge in Třešť (deutsch Triesch), einer Stadt im Okres Jihlava der Region Vysočina (Tschechien), wurde 1824/25 errichtet. Die profanierte Synagoge ist seit 1988 ein geschütztes Kulturdenkmal.

## Geschichte
Nach einem großen Stadtbrand, der das gesamte jüdische Ghetto mit der Synagoge zerstörte, ließ die jüdische Gemeinde in Triesch eine neue Synagoge im Empirestil errichten, die im September 1825 eingeweiht wurde.
Heute dient das ehemalige Synagogengebäude als Versammlungsort der tschechischen Hussiten-Kirche. Im umfassend restaurierten Gebäude sind zwei Ausstellungen zu sehen: eine Dokumentation zur Geschichte der jüdischen Gemeinde Triesch und die Ausstellung Franz Kafka in Třešť.